# (4068) Menesteo
(4068) Menesteo es un asteroide que forma parte de los asteroides troyanos de Júpiter y fue descubierto por Ingrid van Houten-Groeneveld, Cornelis Johannes van Houten y Tom Gehrels el 19 de septiembre de 1973 desde el observatorio del Monte Palomar, Estados Unidos.

## Designación y nombre
Menesteo se designó al principio como 1973 SW.
Posteriormente, en 1990, recibió su nombre de Menesteo, un personaje de la mitología griega.

## Características orbitales
Menesteo orbita a una distancia media de 5,153 ua del Sol, pudiendo acercarse hasta 4,771 ua y alejarse hasta 5,535 ua. Tiene una inclinación orbital de 17,56 grados y una excentricidad de 0,07409. Emplea 4273 días en completar una órbita alrededor del Sol.

## Características físicas
La magnitud absoluta de Menesteo es 9,5. Tiene un diámetro de 62,37 km y emplea 14,34 horas en completar una vuelta sobre su eje. Su albedo se estima en 0,0789.